# Daisuke Sasaki
Daisuke Sasaki (佐々木 大輔, Sasaki Daisuke), est un catcheur japonais, qui travaille pour la Dramatic Dream Team (DDT).

## Carrière

### Dramatic Dream Team (2007-...)

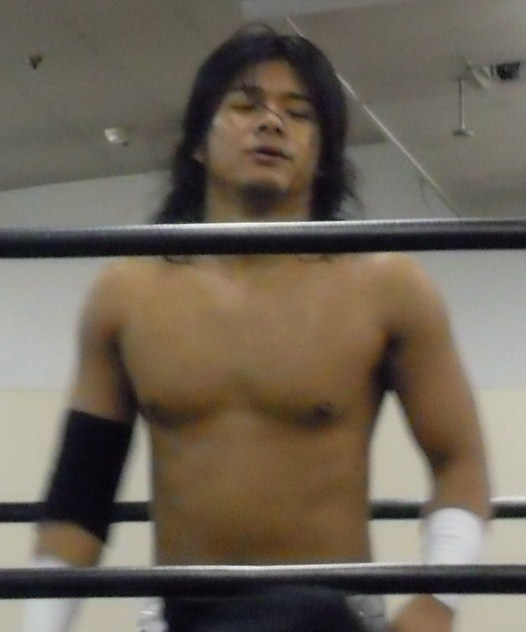
Sasaki en Octobre 2010

Le 29 août, il perd contre Harashima et ne remporte pas le KO-D Openweight Championship,. Le 8 octobre 2010, il fait ses débuts à la New Japan Pro Wrestling lors de NEVER．3 en perdant contre Tama Tonga. Lors de NEVER．4, il perd contre Tomohiro Ishii.
Le 14 novembre, il remporte son premier titre à la DDT, lorsque lui et Antonio Honda battent Danshoku Dino et Shiro Koshinaka et remportent les KO-D Tag Team Championship.
Le 24 février, il retourne à la New Japan lors de NEVER．5 où il perd contre Ryusuke Taguchi. Lors de NEVER．6, il remporte sa première victoire à la New Japan en battant Shinichiro Tominaga dans le premier tour du Road to the Super Jr. 2Days Tournament. Le lendemain, il bat Ryuichi Sekine en demi - finale puis Tsuyoshi Kikuchi en finale pour remporter le tournoi et une place dans le Best of the Super Juniors 2011,.
Le 3 juillet, il remporte le Ironman Heavymetalweight Championship en surprenant Antonio Honda après un match et le clouant au sol, profitant de la règle que le titre peut être défendu partout et à tout moment, mais perd le titre contre Antonio Honda plus tard le même jour.
Le 27 mai 2012, il retourne à la New Japan pour participer au Best of the Super Juniors 2012. Il réussit à battre durant le tournoi Hiromu Takahashi et Jado , mais perd ses six autres matches dans le tournoi et termine septième de son bloc. Lors de Dominion 6.16, lui, Kenny Omega et Kōta Ibushi battent Bushi, Kushida et Prince Devitt.
Le 8 juillet, lui et Takanashi rejoignent Antonio Honda, Hoshitango , Yasu Urano et Yuji Hino pour former le groupe Monster Army.
Lors de Destruction 2012, il perd contre Low Ki.
Le 15 novembre, il retourne à la New Japan pour participer au NEVER Openweight Championship Tournament, mais il a été éliminé par Tomohiro Ishii dans son match de premier tour.
Le 23 décembre, lui, Antonio Honda, Hoshitango et Yuji Hino perdent contre Sanshiro Takagi, Hiroyoshi Tenzan et Satoshi Kojima dans un Four On Three Handicap Match, après quoi Sasaki, Honda, Hino et Hoshitango ont tous été prétendument arrêtés par le duo de la New Japan,,. Le 27 janvier 2013, lui, Antonio Honda et Yuji Hino battent Team Drift (Keisuke Ishii, Shigehiro Irie et Soma Takao) et remportent les KO-D Six Man Tag Team Championship,. Le 20 mars, ils conservent leur titres contre Danshoku Dino, Gabai-Ji-chan et Makoto Oishi,. Le 13 avril, ils conservent leur titres contre Danshoku Dino, Makoto Oishi et Alpha Female. Le 26 mai, ils perdent leur titres contre Kenny Omega, Gota Ihashi et Kōta Ibushi.
Le 9 mars, il remporte le Ironman Heavymetalweight Championship en attaquant Kazuki Hirata avant sa défense de titre puis perd le titre plus tard dans la soirée contre DJ Nira,.
Le 30 mars, il annonce qu'il veut former un nouveau partenariat avec Kenny Omega et Kōta Ibushi.
Le 12 avril, lui, Kenny Omega et Kōta Ibushi battent Team Drift et remportent les KO-D Six Man Tag Team Championship,. Le 29 avril, ils conservent les titres contre Danshoku Dino, Makoto Oishi et Yoshihiko,,. Le 4 mai, ils perdent les titres contre Shuten-dōji (Kudo, Masa Takanashi et Yukio Sakaguchi).

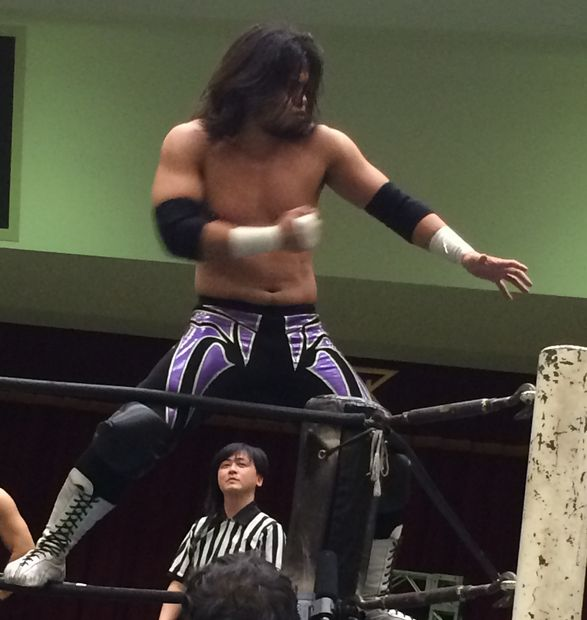
Sasaki en Janvier 2015

Le 14 juin, il obtient une victoire importante, quand il bat son partenaire Kōta Ibushi dans le second tour du « King of DDT 2015 ». Le 28 juin, il se fait éliminer du tournoi en demi-finale par Konosuke Takeshita,. Lors de Ryogoku Peter Pan, lui et Kōta Ibushi battent Daisuke Sekimoto et Yuji Okabayashi et remportent les KO-D Tag Team Championship,,.
Le 21 mars 2016, lui et Shuji Ishikawa battent Konosuke Takeshita et Tetsuya Endo et remportent les KO-D Tag Team Championship,.

#### Damnation (2016-...)

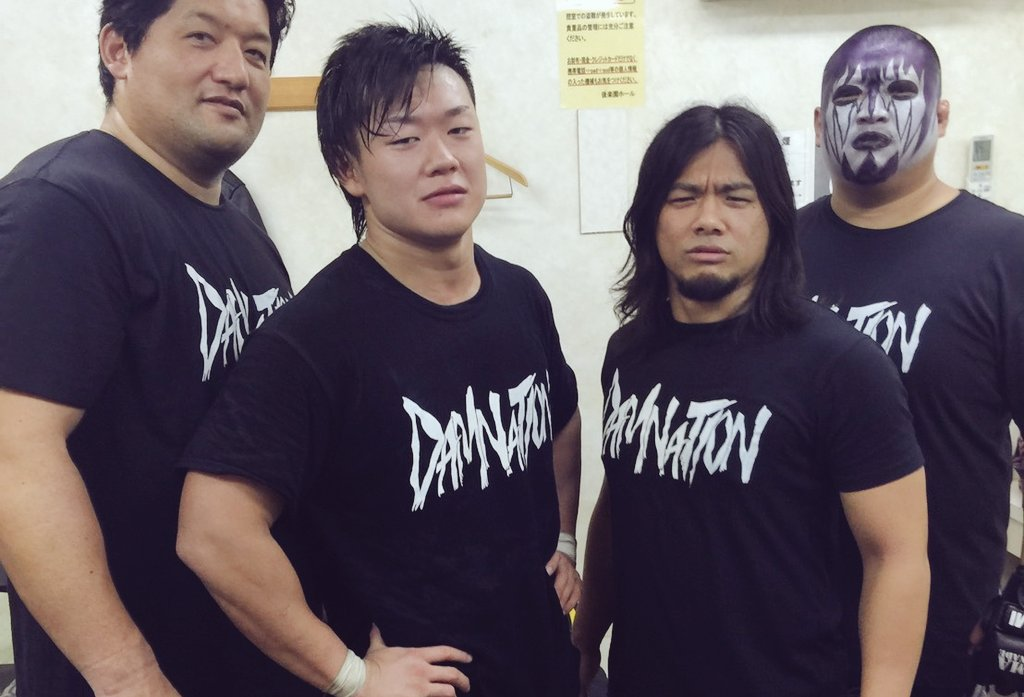
Sasaki en tant que membre du groupe Damnation en Juillet 2016

Le 24 avril, il bat Harashima et remporte le KO-D Openweight Championship et devient ainsi "Double Crown" champion,. Le 29 mai, il perd le titre contre Konosuke Takeshita. Le 3 juillet, lui et Shuji Ishikawa perdent les KO-D Tag Team Championship contre Kai et Ken Ohka. Ensuite, Sasaki est devenu le chef du groupe "Damnation", qui comprend également Shuji Ishikawa, Mad Paulie et Tetsuya Endo,. Le 6 août lui, Mad Paulie et Tetsuya Endo battent Shuten-dōji (Kudo, Masahiro Takanashi et Yukio Sakaguchi) en finale d'un tournoi et remportent les vacants KO-D Six Man Tag Team Championship. Le 25 septembre, lui et Tetsuya Endo perdent contre Harashima et Yuko Miyamoto et ne remportent pas les KO-D Tag Team Championship. Le 9 octobre, ils battent Harashima et Yuko Miyamoto et remportent les KO-D Tag Team Championship. Le 4 décembre, ils perdent les titres contre Konosuke Takeshita et Mike Bailey. Le 11 décembre, lui, Mad Paulie et Tetsuya Endo perdent les KO-D Six Man Tag Team Championship contre Shuten-dōji . 
Le 20 mars 2017, il bat Jun Kasai et remporte le DDT Extreme Division Championship,.
Lors de Judgement 2020, il bat Chris Brookes et devient le nouveau Champion Universel De La DDT.

## Palmarès
- Dramatic Dream Team
  - 1 fois DDT Extreme Division Championship
  - 1 fois DDT Universal Championship
  - 1 fois Independent World Junior Heavyweight Championship
  - 5 fois Ironman Heavymetalweight Championship
  - 4 fois KO-D Six Man Tag Team Championship avec Antonio Honda et Yuji Hino (1), Kenny Omega et Kōta Ibushi (1), Mad Paulie et Tetsuya Endo (1) et Minoru Fujita et MJ Paul (1, actuel)
  - 3 fois KO-D Openweight Championship
  - 5 fois KO-D Tag Team Championship avec Antonio Honda (1), Kōta Ibushi (1), Shuji Ishikawa (1), Tetsuya Endo (1) et Soma Takao (1)

- Max Lucha Libre
  - 1 fois Max Maximo Championship

- New Japan Pro Wrestling
  - 1 fois Road to the Super Jr. 2Days Tournament (2011)[9]

## Récompenses des magazines
- Pro Wrestling Illustrated

| Année | 2016 |
| ----- | ---- |
| Rang  | 284  |